# Rhegmoclemina eximia
Rhegmoclemina eximia är en tvåvingeart som beskrevs av Cook 1971. Rhegmoclemina eximia ingår i släktet Rhegmoclemina och familjen dyngmyggor. Inga underarter finns listade i Catalogue of Life.